# Plone
Plone（プローン）は、Zopeアプリケーションサーバ上に構築された自由かつオープンなコンテンツ管理システムである。基本的にPloneは、ブログ、インターネットサイト、ウェブショップや組織内のWebサイトといったどのような用途にも利用できる。さらに文書管理システムやグループウェアといった共有ツールとしても利用できるようになっている。Ploneの強みは、その柔軟で適応性のあるワークフロー、非常に優れたセキュリティ、拡張性、高いユーザビリティと柔軟性である。
PloneはGNU General Public License (GPL) ライセンスでリリースされており、拡張し易いように設計されている。主な開発は、定期的に開催されるPlone スプリントと呼ばれる特別なミーティング（ハッカソン）で行われる。Ploneに対する追加機能はプロダクトで追加する。それはPloneのウェブサイトかその他のサイトで配布されている。Plone財団は全ての著作権と商標を保持している。さらにPloneはSoftware Freedom Law Centerの評議会からの法的な後ろ盾も持っている。
MediaWikiの "Monobook" レイアウトは部分的にPloneのスタイルシートをベースにしている。

## バージョン履歴
Ploneプロジェクトは1999年にAlexander Limi、Alan RunyanそしてVidar Andersenにより開始した。PloneはZopeコンテンツ管理フレームワーク上のユーザビリティレイヤとして開発された。2001年に最初のバージョンがリリースされた。プロジェクトはコミュニティ内ですぐに大きくなり、コミュニティのユーザにより多くの新しいアドオンプロダクトが作成された。コミュニティの拡大に伴い、2003年にPloneカンファレンスが開催され、それが今日でも続いている。さらに、数日から1週間で開発者のグループが一緒になってPloneの開発作業を行う「スプリント」も開催されている。2004年3月にPlone 2.0がリリースされた。このリリースはPloneに対してよりカスタマイズ可能な機能をもたらし、アドオン機能を拡張した。2004年5月に、Plone財団が開発、マーケティング、Ploneの保護のために設立された。Plone財団はPloneのコードベース、商標やドメイン名の所有権を所有している。Plone財団がPloneの所有権を保護するために設立されたが、Ploneは以前と変わりなくオープンソースのまま維持されている。2007年3月12日にPlone3がリリースされた。このリリースはインライン編集、アップグレードされたビジュアルエディタや強化されたセキュリティ、その他の多くの機能拡張をもたらした。2007年9月までで、Plone にコードを寄与した開発者は200人を越える。Ploneは2つのPackt(en)オープンソースCMSアワードを受賞した。

## 設計
PloneはPythonで書かれたZopeアプリケーションサーバ上で構築される。Ploneはデフォルトで全ての情報をZopeの組み込みトランザクションオブジェクトデータベース (ZODB) に格納する。その他のオペレーティングシステムと共に配布できるよう、Windows、macOSやLinux用のインストーラが付属している。新しいアップデートはPloneのウェブサイトで定期的にリリースされる。Ploneは35以上の言語で表示できる。そのインタフェースはWCAG-AAAとリハビリテーション法第508条に準拠している。それにより、身体的に障害を持つ人がPloneにアクセスし利用することができる。Ploneの大部分はスキンとテーマ(未訳)(Theme)の利用である。Ploneで作業するとき、テンプレートはウェブサイトの見た目をカスタマイズするために使用される。これらのテンプレートはCSSで書かれている。さらに、PloneはPluggable Authentication Service(en; PAS)と呼ばれるユーザ管理システムがある。Plone 2.5で導入された "PAS" は別のユーザからそれぞれのフォルダやアカウントのソートを正しく行うために使用される。またPASはPloneのユーザやグループの検索にも使用される。最も重要なのは、PASはPloneにログインするために認証を要求するといった、ユーザに関連したセキュリティを提供する。これはユーザに対してコンテンツのセキュリティと構造化の両方を向上させる。
Ploneの変更の大部分はコミュニティによる貢献である。Ploneはオープンソースなので、Ploneコミュニティのメンバーは定期的に変更を行ったり、Ploneのインタフェースにアドオンを追加する。そして、こういった変更はPloneのウェブサイトを通して他のコミュニティへ提供される。Ploneという名前は音楽バンドの名前に由来し「Ploneはバンドの音のように見て感じられる」ということを指している。

### 開発言語
Ploneは主にPythonで開発されているが、プロジェクト内で他の言語も使用される。ここにPloneで使用されるプログラミング言語をまとめた表がある。それはOhlohのサイトにあるPloneプロジェクトの統計情報で確認できる。
- Python 77%
- XML 16%
- JavaScript (JQuery Javascript フレームワークを含む) 5%
- その他 2%

その他のカテゴリはCSSやXSLTなどを含む。

## コミュニティ
Ploneの開発が始まって以来、多くのPloneのアップデートとアドオンがコミュニティから提供されている。Plone"スプリント"と呼ばれるイベントは、コミュニティのメンバーが1週間一緒になって作業しPloneの改善に役立てる。Ploneカンファレンスもコミュニティのメンバーが参加してサポートしている。さらに、Ploneは活発なIRCチャンネルがあり、質問または疑問があるユーザへのサポートを行っている。2007年まででPloneは100万回以上ダウンロードされた。Ploneの開発チームも大規模なオープンソースコミュニティの上位2%にランクされている。

## 強みと弱み
Ploneは他のコンテンツ管理システムと比較して、標準規格への準拠、アクセス制御、国際化、集計、ユーザ作成コンテンツ、マイクロアプリケーション、活発なユーザグループといった点が優れている。それはPythonとZopeのようなプラットフォームに依存しない技術を使用しているので、様々なオペレーティングシステムで利用可能だからである。PloneのWeb ベース管理インタフェースは、一般的なWebブラウザで動作するように標準規格に最適化されている。そして、身体的障害を持つ人を支援するために追加のアクセシビリティの標準規格も準拠している。Ploneの機能は全てカスタマイズ可能で、フリーのアドオンがPloneのウェブサイトから入手可能である。
Ploneは他の一般的なコンテンツ管理システムと比較してセキュリティに優れているとの記録がある。
Ploneは他の主要なCMSと比較すると、リポジトリサービスへの反映が遅滞しているとの報告があがっている。

## 機能
Plone 3.0で利用可能な機能は次のようなものがある。:
- インライン編集
- 作業コピーのサポート
- リンクと参照整合性のチェック
- 自動ロックとロック解除
- コラボレーションと共有
- バージョン管理、履歴とコンテンツを前の状態への巻き戻し
- アップグレードされたビジュアルHTMLエディタ
- ワークフロー機能
- 認証バックエンド
- WordやPDFドキュメントの全文検索インデックスの作成
- コレクション
- コンテンツのプレゼンテーションモード
- 検索エンジンサイトマッププロトコルのサポート
- 複数のマークアップ形式のサポート
- Wikiのサポート
- 自動的な前へ/次へのナビゲーション
- コンテンツのルールエンジン
- コンテンツの自動生成テーブル
- ポートレットエンジン
- サポート、開発、ホスティングそしてトレーニング
- ライブサーチ
- 多言語コンテンツ管理
- 時間ベースの公開
- 可読性の高いURLs
- 強力なグラフィカルページエディタ
- ナビゲーションと更新されたサイトマップ
- リソース圧縮
- キャッシュプロキシとの統合
- コンテンツのドラッグ&ドロップでの並べ替え
- サイト設定のXMLエクスポート
- ローカライズされたワークフローの設定
- 調整可能なコンテンツのテンプレート
- 標準コンテントタイプ
- コンテンツが印刷用に自動的に整形される
- 標準規格に準拠した XHTMLとCSS
- アクセシビリティ準拠
- RSSフィードのサポート
- 自動的なイメージスケーリングとサムネイル生成
- フリーなアドオンプロダクト
- クロスプラットホーム
- 任意のコンテンツのコメント機能
- マイクロフォーマットサポート
- 様々なプラットフォーム用のインストーラパッケージ
- WebDAVとFTP のサポート
- コンテキスト内編集
- バックアップサポート
- コンテンツのカット/コピー/ペースト操作

### レビュー
- Review of Plone 2.0.5
- Review of Plone, Pre 2.1
- InfoWorld review of 5 open source CMSs - Oct. '07